# Acianthera luteola
Acianthera luteola  es una especie de orquídea  originaria de  Brasil , anteriormente subordinada al género Pleurothallis.

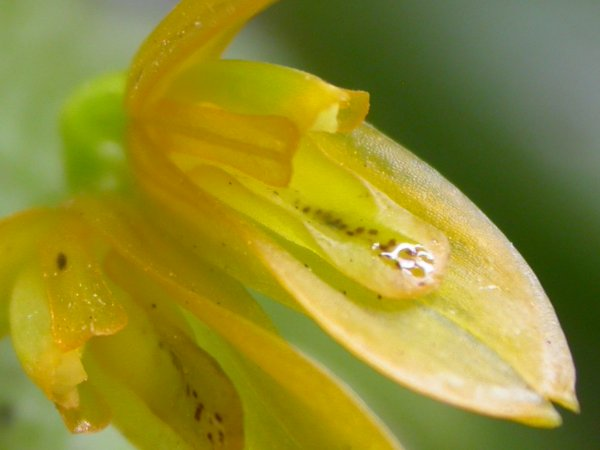
Flores

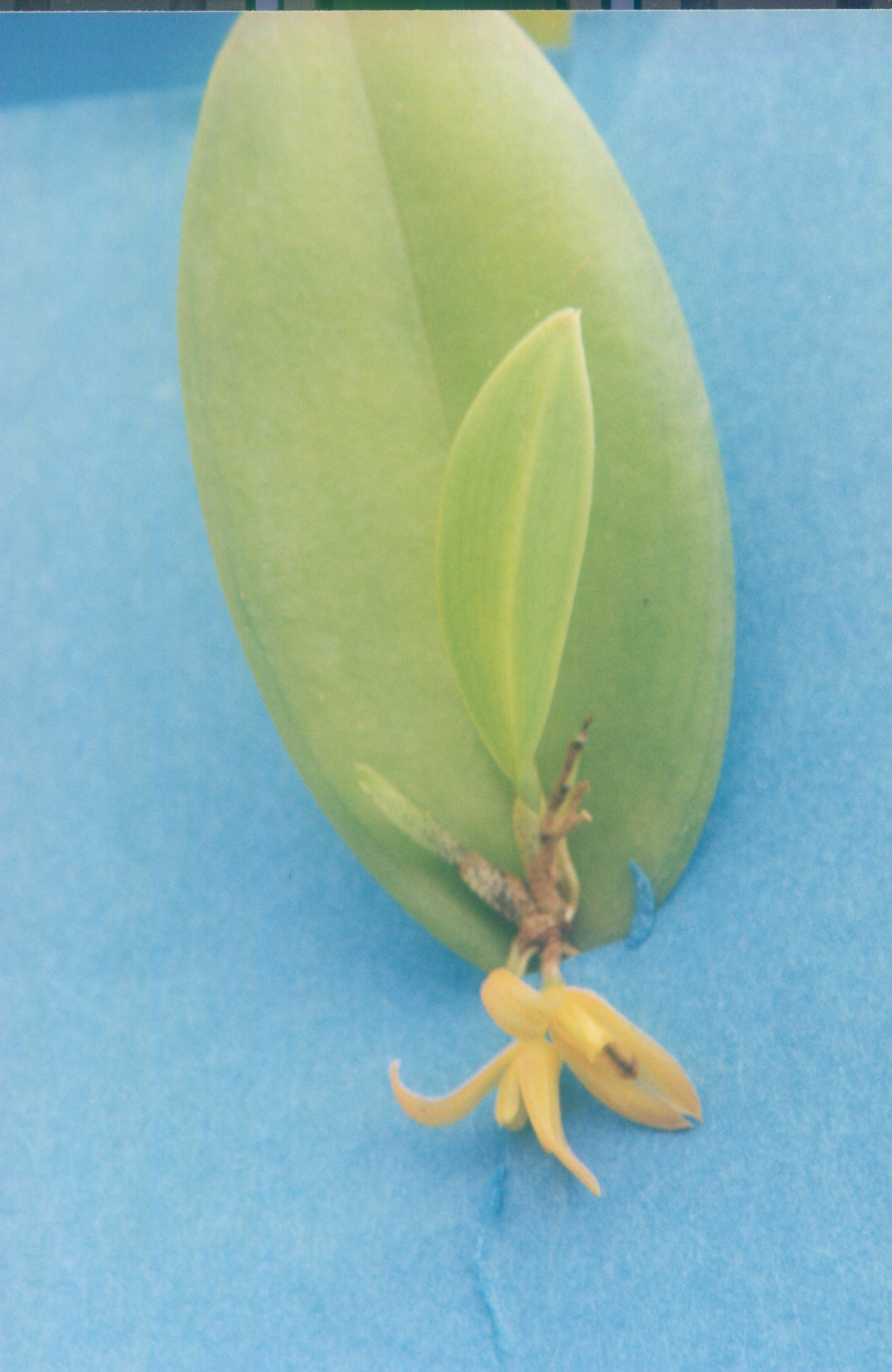
Hojas

## Descripción
Es una orquídea de tamaño miniatura, cespitosa, que prefiere el clima cálido y crece con hábitos de epifita con un tallo erecto, envuelto por 2-3 vainas tubulares y con una sola hoja, apical, estrechamente ovado-cordada, aguda, que se reduce bruscamente abajo en la base peciolada. Florece en el verano y durante el invierno en una corta inflorescencia de 1.5 cm  de largo, con 1-3 flores que aparecen en la cúspide del tallo. Esto puede ocurrir por años fuera de la misma hoja.

## Distribución y hábitat
Se encuentra en Brasil, al sur y al este de Minas Gerais, y en Argentina, en Misiones.

## Taxonomía
Acianthera luteola fue descrita por (Lindl.) Pridgeon & M.W.Chase   y publicado en Lindleyana 16(4): 244. 2001.
Etimología
Acianthera: nombre genérico que es una referencia a la posición de las anteras de algunas de sus especies.
luteola: epíteto latino que significa "de color amarillo".
Sinonimia
- Humboltia fragilis (Lindl.) Kuntze
- Pleurothallis caespitosa Barb.Rodr.
- Pleurothallis caespitosa var. chrysantha Barb.Rodr.
- Pleurothallis caespitosa var. monantha Barb.Rodr.
- Pleurothallis fragilis Lindl.
- Pleurothallis luteola Lindl.
- Pleurothallis platycaulis Rchb. f. ex Cogn.
- Pleurothallis subcordifolia Cogn.
- Specklinia luteola (Lindl.) F.Barros[4][5]